# Room Raiders
Roomraiders, o conocido también en Latinoamérica como Los invadecuartos, es un programa transmitido por MTV Latinoamérica y producido por MTV Networks. La mayoría de los shows son grabados en Estados Unidos con participantes estadounidenses.

## Breve descripción
En el show se presentan personas que quieren conseguir una cita con otra persona pero lo único que pueden ver para conocer a dicha persona es su habitación. Se seleccionan tres personas que se encuentran dentro de un coche y desde ahí pueden observar mientras la otra persona revisa sus cuartos. Al final la persona elige a uno/una de los tres basándose únicamente en lo que le agradó o no de sus cuartos y tiene una cita con él. En el show se presentan cuartetos tanto de jóvenes heterosexuales como de homosexual

## Invadecuartos Latinoamérica
Es una edición especial producida por MTV Latinoamérica en la cual participan jóvenes latinos, sobre todo de México, Colombia y Argentina.
- Datos: Q569491